# Большая аэродинамическая труба

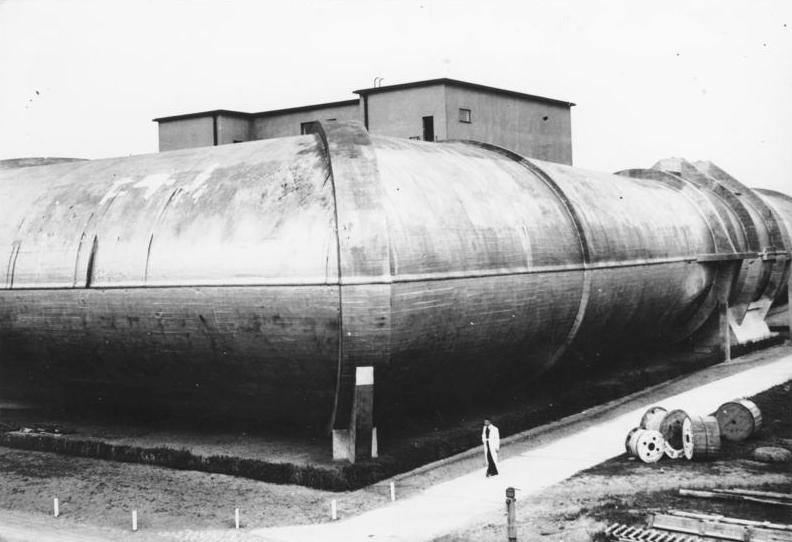
Труба в 1935 году.

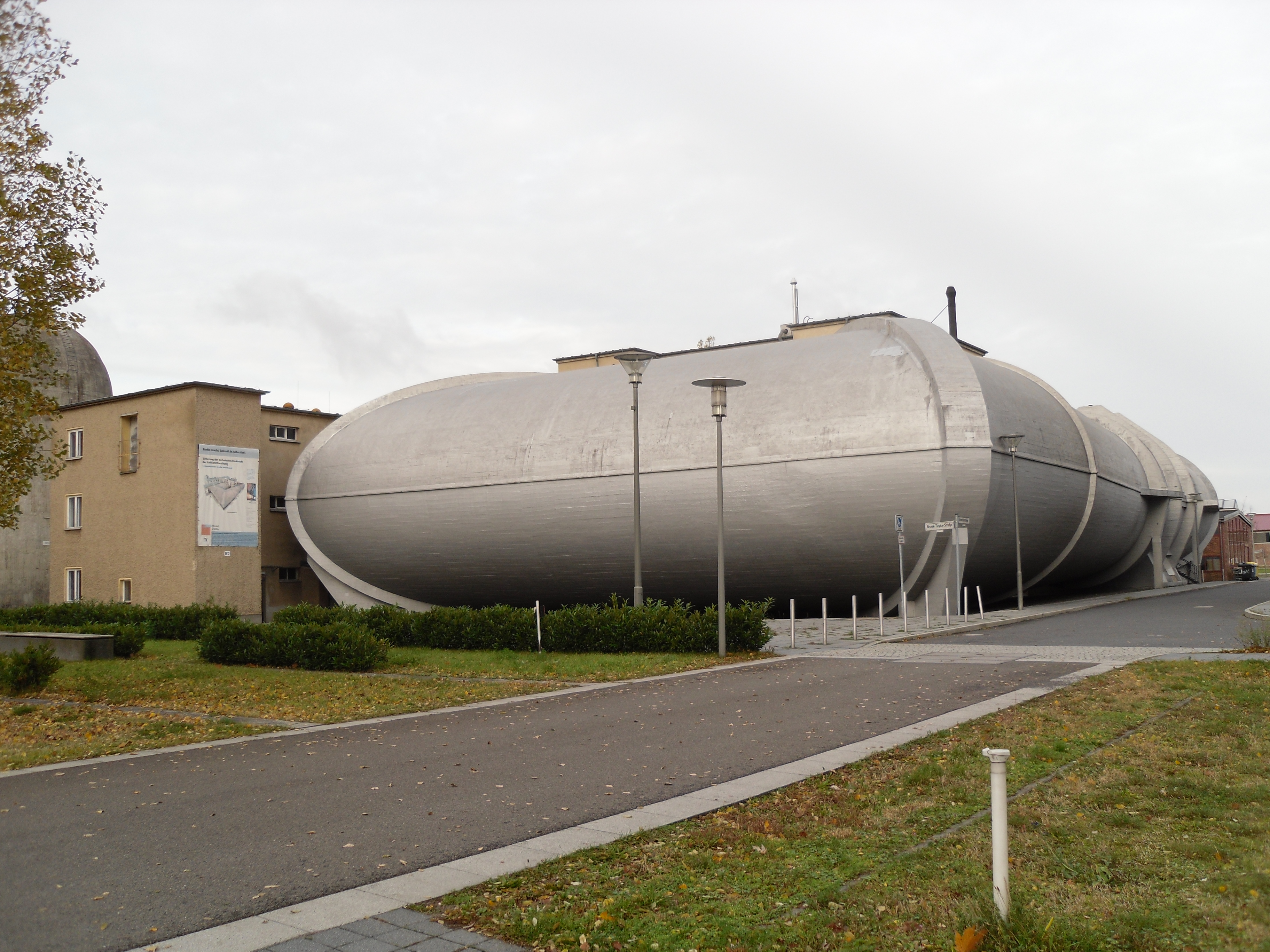
Труба в 2010 году.

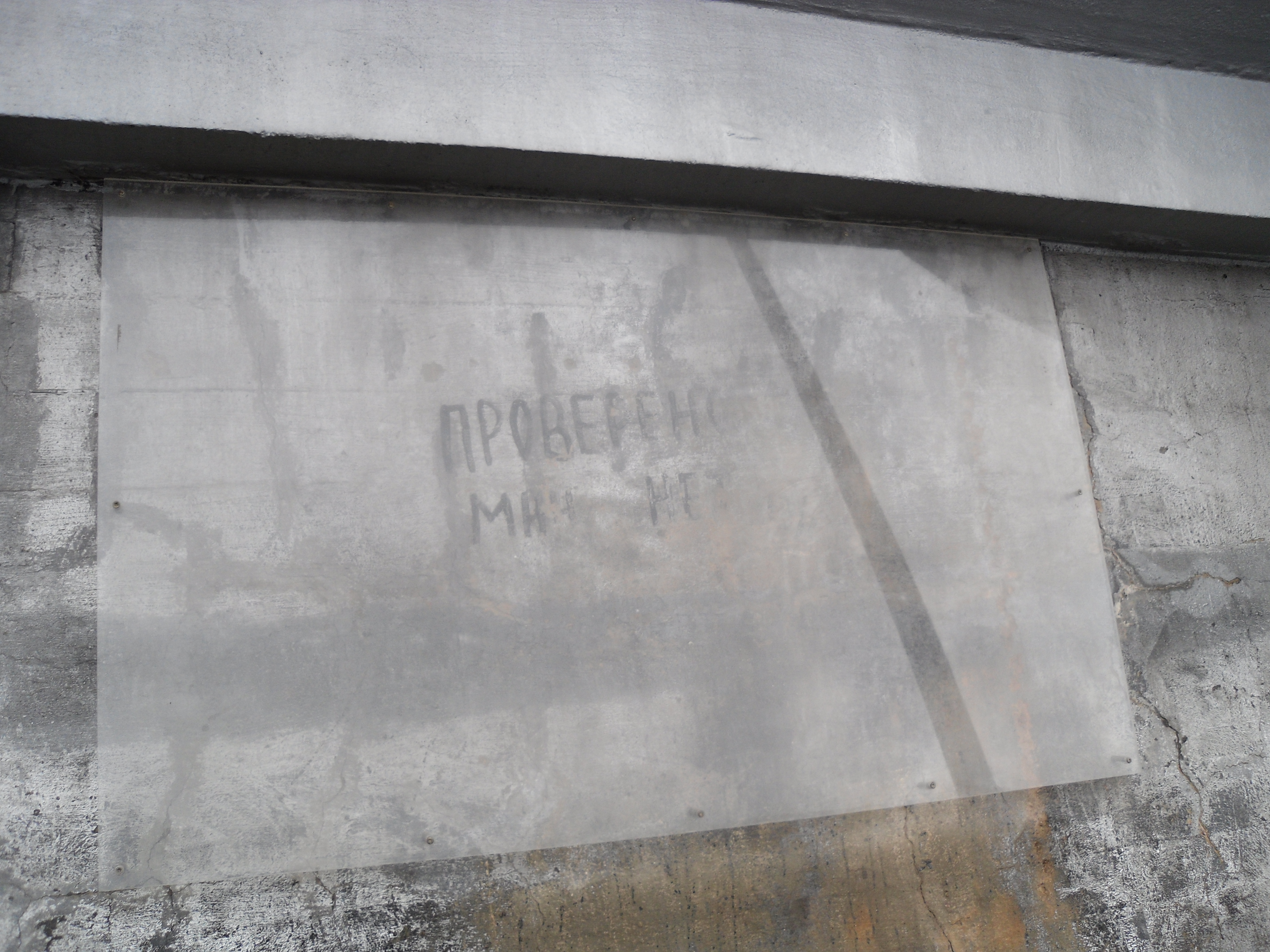
Надпись «Проверено. Мин нет», оставленная советским сапёром.

Больша́я аэродинами́ческая труба́ (нем. Großer Windkanal) — крупная аэродинамическая труба, расположенная в районе Берлина Адлерсхоф. Ранее использовалась как лаборатория при аэропорте Йоханнисталь, в настоящее время сохраняется как памятник промышленной архитектуры в составе Аэродинамического парка.

## История
Труба была построена в 1932—1934 годах для аэродинамического моделирования. В трубе диаметром от 8,5 до 12 метров размещались части самолётов и изучалось воздействие на них горизонтальных воздушных потоков. Особенностью данной аэродинамической трубы является бетонное сооружение «Zeiss-Dywidag» с толщиной стенок всего 8 сантиметров.
В настоящий момент труба не используется по прямому назначению и в числе других сооружений Немецкого института авиации является памятником промышленной архитектуры, в ней время от времени проводятся экскурсии для небольших групп (ограничение связано с объёмом пространства, доступного для размещения посетителей).

## Большая аэродинамическая труба в культуре
В 2005 году из-за своей необычной архитектуры башня использовалась во время съёмок фильма «Эон Флакс». Многие сцены были сняты в трубе или в её интерьере.